# Депальдо, Герасим Фёдорович
Герасим Фёдорович Депальдо (1788, Кефалиния — 17 февраля (29 февраля) 1823, Таганрог) — таганрогский купец, выборный мировой судья, меценат.

## Биография
Родился на греческом острове Кефалония в знатной итальянской семье, дополучившей графский титул и внесенных в Бархатную книгу Венецианской республики под именем Тибальдо-Форесты. Его стараниями и на его средства была достроена Всехсвятская церковь (старое городское кладбище), а также процветала Греческая церковь. Для выкупа русских солдат из плена Депальдо пожертвовал значительную сумму. Ежегодно в день рождения своей матери он выдавал пособия всем нуждающимся. На средства, оставленные Депальдо по завещанию, в Таганроге была сооружена Каменная лестница и дом призрения моряков, потерпевших кораблекрушение (Странноприимный дом Депальдо).
Его родная сетра Мария Федоровна вышла замуж за Николая Дмитриевича Алфераки, помещика и негоцианта.
Похоронен в Таганроге, у Всехсвятской церкви на старом городском кладбище.

## Память
- До 1917 года Каменная лестница, построенная в Таганроге на средства Г. Ф. Депальдо, именовалась Депальдовской лестницей.
- До 1923 года Тургеневский переулок в Таганроге назывался Депальдовским переулком.